# Rauvolfia nukuhivensis
Rauvolfia nukuhivensis  là một loài thực vật thuộc họ Apocynaceae. Đây là loài đặc hữu của Polynésie thuộc Pháp.